# Jeanne Belhomme
Pour les articles homonymes, voir Belhomme.
Jeanne Belhomme (ou Mlle Belhomme) est une actrice et directrice de théâtre française du XVIIIe siècle.